# ان‌جی‌سی ۵۴۷۰
ان‌جی‌سی ۵۴۷۰ (انگلیسی: NGC 5470) نام یک کهکشان مارپیچی است.